# Обсерваторія Борувець

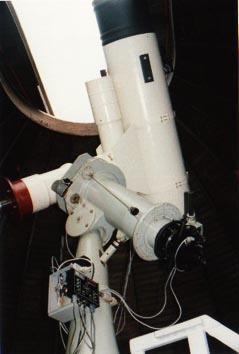
40-см телескоп в обсерваторії

Астрогеодинамічна обсерваторія (пол. Obserwatorium Astrogeodynamiczne Centrum Badań Kosmicznych PAN) — астрономічна обсерваторія, розташована в селі Борувець біля Познані у Великопольському воєводстві, яка з 1977 року належить Центру космічних досліджень Польської академії наук.

## Історія
Обсерваторія була заснована в 1952 році під назвою астрономічна широтна станція. Спочатку обсерваторія мала займатися визначенням переміщень полюса та підтриманням стандарту часу UTC. На вибір місця для обсерваторії вплинуло те, що широта Борівця близька до широти Іркутська, а різниця в довготі між цими двома місцями становить приблизно 90°. Ініціатором будівництва та першим керівником обсерваторії був Юзеф Вітковський, тодішній керівник Астрономічної обсерваторії Познанського університету.
У середині 1960-х років заклад став частиною Інституту геофізики  Польської академії наук. З 1964 року з обсерваторії проводяться спостереження за штучними супутниками Землі. У 1972 році назву закладу змінено на широтну астрономічну обсерваторію. У 1977 році заклад і відділ планетарної геодезії були включені до новоствореного Центру космічних досліджень Польської академії наук.
З 1976 року в обсерваторії проводилися спостереження штучних супутників за допомогою системи лазерної локації, а з 1983 року — методом Доплера. Для цього використовувався прилад DOG-2 власної розробки. У 1980 році був введений стандарт частоти цезію «Rhode & Schwarz», і часову базу було об'єднано з міжнародною системою часу.
У 1982 році заклад отримав астролябію Данжона. Прилад замінив пасажні інструменти та зенітний телескоп. У 1988 році була представлена лазерна система другого покоління, а в 1991 році — третього (модель CONTINUUM PY-62).
Доплерівські вимірювання не проводилися з 1993 року і були замінені GPS-вимірюваннями. У наступному році із встановленням GPS-приймача TURBO ROGUE SNR-8000 заклад було включено до мережі International GPS Service for Geodynamics (пізніше змінила назву на International GNSS Service). Завдяки тому, що в обсерваторії використовуються дві методики вимірювання, — лазер і GPS, — її включили до Міжнародної служби обертання Землі.
Обсерваторія отримала свою сучасну назву в 1992 або 1995 році.

## Інструменти
Обсерваторія має лазерну станцію, яка виконує лазерні вимірювання відстані до штучних супутників Землі, лабораторію часу, обладнану двома цезієвими годинниками та двома водневими мазерами (єдина установка такого типу в Польщі, яка бере участь у створенні європейської супутникової навігаційної системи Galileo) та постійну GPS-станцію.
Крім того, заклад має два інструменти, що належать Астрономічній обсерваторії Університету Адама Міцкевича в Познані: фотометричний телескоп (ньютонівський рефлектор з діаметром дзеркала 400 мм із камерою CCD SBIG ST-8) і спектроскопічний телескоп (подвійний ньютонівський рефлектор з діаметром дзеркала 2 x 50 см, сумісний з волоконно-оптичним ешель-спектрографом і ПЗЗ-камерою).

## Назва
Деякі джерела (напр. Астрономічний щорічник Інституту геодезії та картографії), писали назву обсерваторії як Borowiec (Боровець) замість правильного Borówiec (Борувець). Історія цього правопису сягає 1970-х років, коли результати спостережень надсилали зі станції за допомогою телетайпу, що не підтримував польську діакритику.